# Chloroclystis insigillata
Chloroclystis insigillata är en fjärilsart som beskrevs av Walker 1862. Chloroclystis insigillata ingår i släktet Chloroclystis och familjen mätare. Inga underarter finns listade i Catalogue of Life.

## Bildgalleri

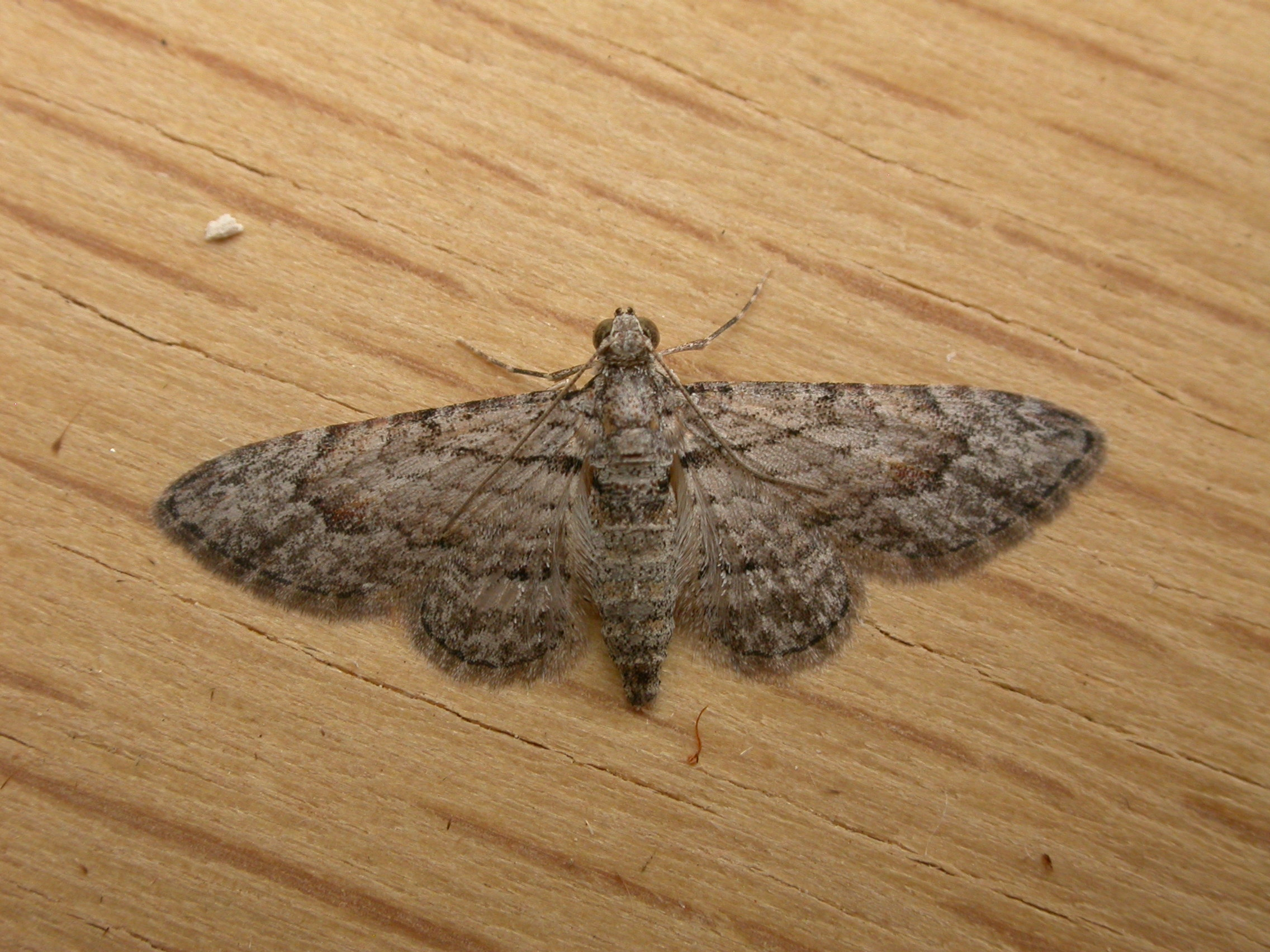
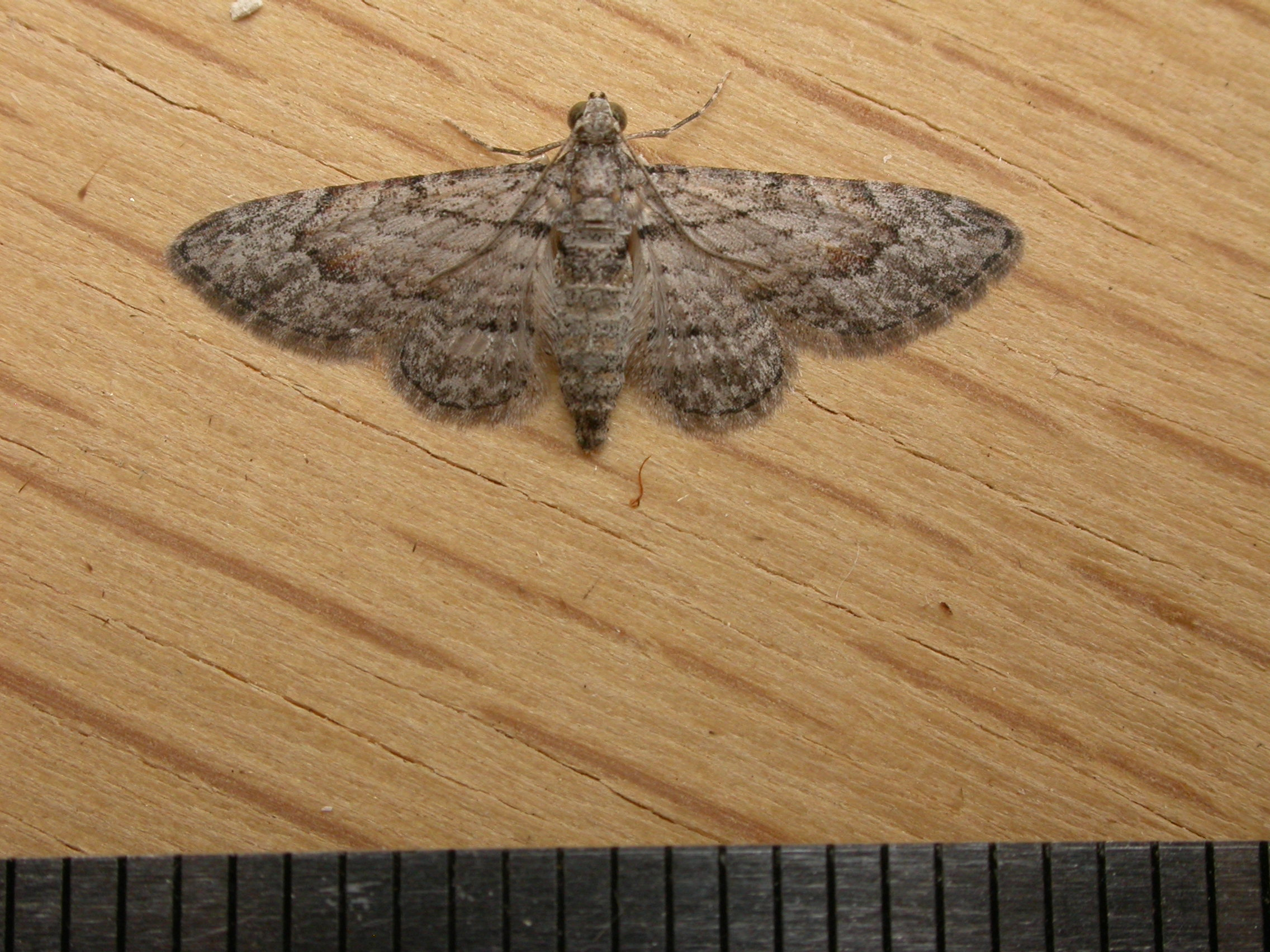
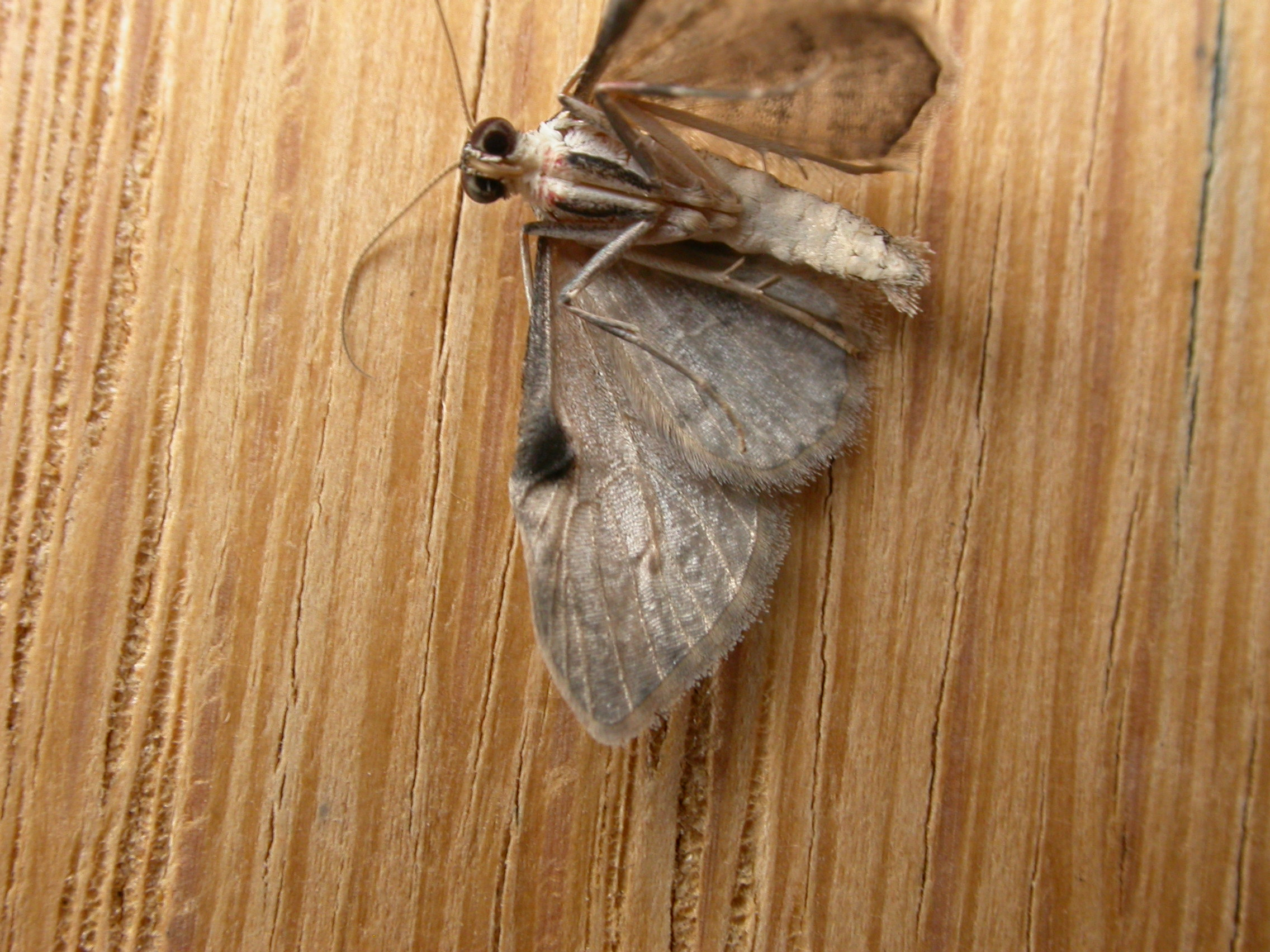
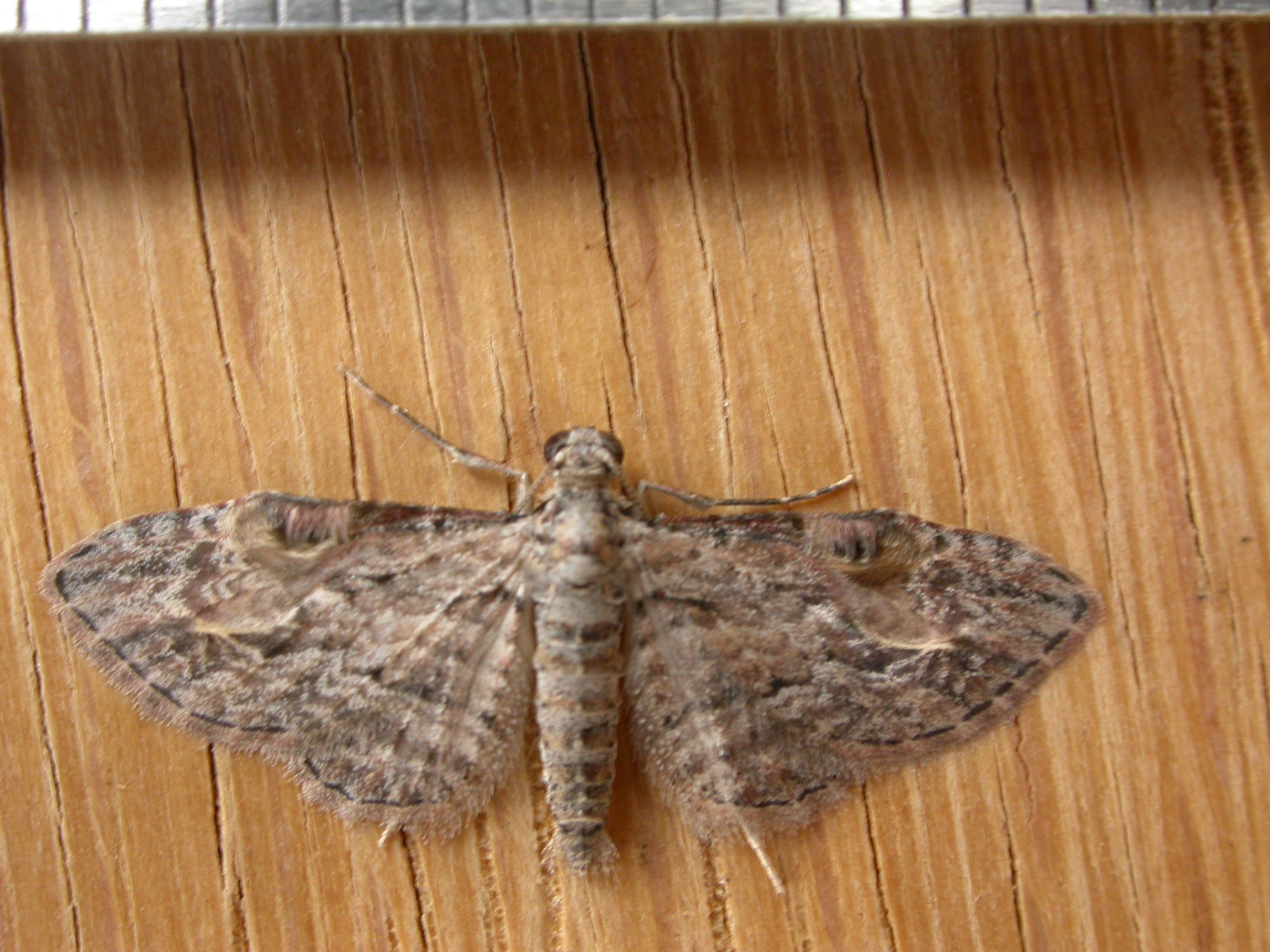